# Algarrobo, Chile
Algarrobo este o comună din provincia San Antonio, regiunea Valparaíso, Chile, cu o populație de 10.217 locuitori (2012) și o suprafață de 175,6 km2.